# Municipio de Woodland (Nueva Jersey)
El municipio de Woodland (en inglés: Woodland Township) es un municipio ubicado en el condado de Burlington en el estado estadounidense de Nueva Jersey. En el año 2010 tenía una población de 1.788 habitantes y una densidad poblacional de 7,16 personas por km².

## Geografía
El municipio de Woodland se encuentra ubicado en las coordenadas 39°50′50″N 74°30′54″O / 39.84722, -74.51500.

## Demografía
Según la Oficina del Censo en 2000 los ingresos medios por hogar en el municipio eran de $59,271 y los ingresos medios por familia eran $65,972. Los hombres tenían unos ingresos medios de $43,654 frente a los $31,765 para las mujeres. La renta per cápita para la localidad era de $26,126. Alrededor del 2.9% de la población estaba por debajo del umbral de pobreza.